# Neil Hickethier
Neil Hickethier ist ein deutschsprachiger Pop-Rock-Sänger aus Hamburg.

## Karriere
Neil Hickethier ist ein junger Musiker, den es von Braunschweig, über die Pfalz nach Berlin und dann schließlich nach Hamburg verschlagen hat, wo er seit mehreren Jahren lebt. Hier textet er deutsche Songs unter anderem mit Songwritern wie David Jost (Tokio Hotel) und Alexander Zuckowski.
Zu seinen großen Vorbildern gehören Lenny Kravitz und Curtis Mayfield, was man seinem Sound durchaus anmerken kann.
Erste TV-Präsenz gab es 2007 zu verzeichnen. Mit seiner ersten Single Go Go Go steuerte Neil Hickethier den offiziellen Kampagnesong zur DTM bei. Weitere Aufmerksamkeit erhielt er und seine Band als Support von renommierten Bands, zu denen u. a. Juli, The BossHoss, sowie die deutschsprachige Band des Jahres 2007, Ich + Ich, gehören. Des Weiteren spielte er 2007 eine eigene kleine Tour in den deutschen Gravis-Store-Läden, die zur Reihe von Gravis Live-Tunes gehört. Neil Hickethier spielte außerdem mit seiner Band bei Veranstaltungen, wie z. B. Hamburg Sounds vom NDR, Weltastratag, Popkomm 07, Rocker vom Hocker, beim Rockspektakel, sowie bei einer Modenschau am Citybeach Hamburg.

## Projekte
- Rocker vom Hocker, ein u. a. mit von Ingo Pohlmann initiiertes Bar-/Clubevent
- Duett mit Annett Louisan (Album: Unausgesprochen, Track 15 Was hast Du vor?, VÖ: 15. April 2006)
- Quietschboyz, ist ein Projekt mit Florian Walberg, Lennart A. Salomon und Malte Hagemeister

## Band
- Gesang, Gitarre: Neil Hickethier
- Gitarre, Gesang: Kai Stuffel
- Gitarre, Gesang: Malte Pittner
- Orgel, Gesang: Lesley Farfisa
- Bass: Gudze
- Schlagzeug: Björn

## Diskografie
Erschienen bei Island (Universal)
- Album Erstmal für immer (VÖ April 2008)
- Single Besser als Liebe (VÖ März 2008)
- Single Go Go Go (VÖ 27. Juli 2007)

## Songs
- Sterne von oben
- Seemann
- Go Go Go
- Besser als Liebe
- Wie du bist
- Ich schmeiß sie alle raus
- Immer wieder
- Hey Liebe
- In Bewegung bleiben
- Ich hol’ dich da raus
- 10.000 Stücke